# Gmina

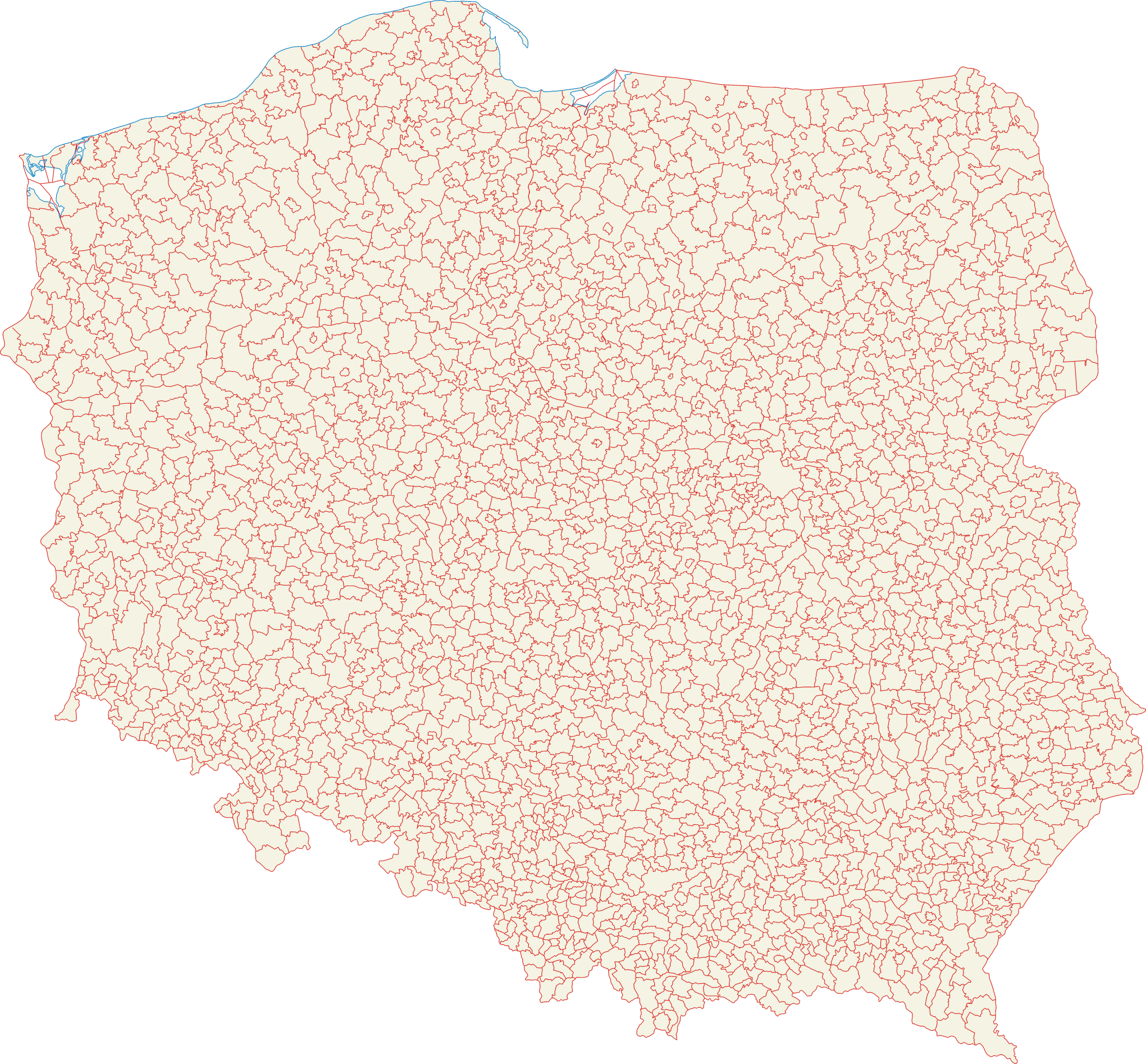
Mapa rozdělení Polska na gminy

Gmina (z německého „Gemeinde“) je polská územněsprávní jednotka. Do češtiny se obvykle překládá jako obec, a to jak ve smyslu obce náboženské, tak ve významu územní jednotky.
Od roku 1990 je v Polsku gmina základní územně správní jednotkou. Druh stanovuje její status. Gmina může být vesnická, městsko-vesnická nebo městská. Obec si může vytvářet pomocné podřízené jednotky starostenství (sołectwo), čtvrti (dzielnica), sídliště či osady (osiedle) aj. Je to tedy středisková obec, jakýsi malý okres. Sám pojem „okres“ je ale polsky „powiat“.
Do oblasti působení obce patří všechny veřejné záležitosti lokálního významu, které nejsou ze zákona vyhrazeny jiným subjektům. Obyvatelé obce přijímají rozhodnutí ve všeobecném hlasování (volby, referenda) nebo prostřednictvím obecních orgánů. Orgány obce tvoří:
- obecní rada,
- starosta (případně primátor, polsky na vesnicích wójt, ve městech burmistrz, ve velkých městech prezydent miasta).

V Polsku je celkem 2478 gmin, z toho 65 má charakter okresů. Největší gmina je Pisz na severovýchodě Polska s rozlohou 635 km².

## Vnitřní členění gmin
Vzhledem k velikosti polských obcí (gmin) jsou téměř všechny složené z více katastrálních území (Obręb ewidencyjny). V případě městsko-vesnických gmin se katastrální území seskupují do evidenčních jednotek (Jednostka ewidencyjna), přičemž jedna taková gmina se člení vždy na dvě evidenční jednotky, z nichž jednou je správní centrum, zatímco druhou představuje zbytek, tvořený vesnickými částmi obce. V případě vesnických gmin a téměř všech městských gmin je evidenční jednotka tvořená územím celé gminy. Krakov a Varšava se také člení na evidenční jednotky, kterých je v případě těchto měst víc.